# Campachipteria barguzini
Campachipteria barguzini är en kvalsterart som först beskrevs av Golosova och Karppinen 1984.  Campachipteria barguzini ingår i släktet Campachipteria och familjen Achipteriidae. Inga underarter finns listade.